# Food for Peace
Food for Peace est un programme fédéral américain visant à procurer une aide alimentaire dans les pays en ayant besoin. Initialement un organisme indépendant, il est rattaché au département d'État des États-Unis en 1965, ce qui entraîne le départ de son directeur, Richard W. Reuter. L'agence fait désormais partie de USAID.